# Peter Drozd
Peter Drozd (* 12. listopadu 1973) je bývalý československý fotbalový obránce. V Baníku v obrovské konkurenci na začátku 90. let se neprosadil, proto se vydal do Hradce Králové a pak do Žiliny. Ale na Bazaly se vrátil v pravý čas - mezi lety 2002 a 2006 zde odehrál bezmála stovku zápasů a má někde doma medaili za titul mistra ligy. Jeho gól na Spartě, kterým Baník získal důležitý bod, bude navždy zapsán v modro-bílé historii zlatým písmem.

## Fotbalová kariéra
Hrál za FC Baník Ostrava, FC Hradec Králové, MŠK Žilina, SK Kladno a FC Hlučín. V lize nastoupil ve 173 utkáních a dal 9 gólů. V evropských pohárech nastoupil ve 4 utkáních. S Baníkem Ostrava získal v roce 2004 mistrovský titul.